# USS Gannet (AM-41)
USS Gannet (AM-41) – trałowiec typu Lapwing służący w United States Navy w okresie I wojny światowej i II wojny światowej.
Stępkę okrętu położono 1 października 1918 w stoczni Todd Shipyard Corp w Nowym Jorku. Zwodowano go 19 marca 1919, matką chrzestną była Edna Mae Fry. Jednostka weszła do służby 10 lipca 1919 w New York Navy Yard, pierwszym dowódcą został Lt. J. E. Ann-strong.
Nie brał udziału w działaniach I wojny światowej, później był jednostką pomocniczą. Brał udział w działaniach II wojny światowej. Zatopiony przez niemiecki okręt podwodny U-653. 